# Karl von Vogelsang
Karl Freiherr von Vogelsang (Legnica, 3 settembre 1818 – Vienna, 8 novembre 1890) è stato un giornalista tedesco, uomo d'azione e riformatore sociale, esponente dei grandi temi del cristianesimo sociale.
Studiò diritto a Berlino, e dopo la conversione al cattolicesimo (era protestante) espatriò in Austria dove nel 1875 assunse la direzione del giornale conservatore Das Vaterland.
In seno all'Unione di Friburgo, che riuniva attorno a Mons. Mermillod i precursori del Cristianesimo sociale, partecipò ai lavori e alle discussioni sulla questione sociale, che verranno poi ripresi e confermati da Papa Leone XIII nell'enciclica Rerum Novarum.
Avversario del liberalismo e del prestito ad interesse (esercitato soprattutto dagli ebrei, da cui il suo antisemitismo), egli propose una decisa riforma del diritto di proprietà e del contratto salariale, e sosteneva la riforma dello Stato in senso corporativista. Di fronte alla questione sociale rifiutava perciò la soluzione socialista come pure la tradizionale elemosina cristiana.